# Julieta Dobles
Julieta Dobles Yzaguirre (San José, 1 de marzo de 1943) es una poetisa, escritora y educadora costarricense, cinco veces ganadora del Premio Nacional Aquileo J. Echeverría y del Premio Nacional de Cultura Magón 2013.

## Biografía
Poeta, escritora y educadora costarricense, cinco veces ganadora del Premio Nacional Aquileo J. Echeverría y galardonada con el Premio Nacional de Cultura Magón 2013.
Cursó estudios de Filología y Lingüística en la Universidad de Costa Rica; donde ya había culminado un profesorado en Ciencias Biológicas. Además, posee una maestría en Filología Hispánica, con especialidad en Literatura Hispanoamericana, por la Universidad Estatal de Nueva York, Campus de Stony Brook.
Se desempeñó como profesora de educación secundaria, también como profesora de Literatura, Comunicación y Lenguaje en la Escuela de Estudios Generales de la Universidad de Costa Rica. Ha coordinado diversos talleres literarios. Es miembro de número de la Academia Costarricense de la Lengua, correspondiente de la española.
Ha publicado sus poemas y artículos en diversos periódicos y revistas, tanto impresos como digitales. En 1977, junto con otros poetas, publicó el Manifiesto trascendentalista. Su obra poética consta de más de 13 poemarios publicados.
Dobles Izaguirre considera que una de las funciones de la poesía es hacer mejores personas y más profundos seres humanos a sus lectores. Y apuesta por la belleza y por el amor, como una de las mejores formas de enfrentar el terrible reto de sabernos mortales y de solidarizarnos con el dolor del mundo.

## Reconocimientos
- En Costa Rica, cinco veces ganadora del Premio Nacional Aquileo J. Echeverría, en Poesía (1968, 1977, 1992, 1997 y 2003).
- Premio Editorial Costa Rica (1975).
- Primer Accésit del Premio Adonais (Madrid, 1981).
- Premio Nacional de Cultura Magón 2013

## Obras
Julieta Dobles ha publicado sus poemas y artículos en diversos periódicos y revistas, tanto impresos como digitales. Ha participado en la preparación de antologías de la Escuela de Estudios Generales de la Universidad de Costa Rica y en 1977, junto con otros poetas, publicó el Manifiesto trascendentalista. Su obra poética consta de los siguientes libros:
- Reloj de siempre, 1965.
- El peso vivo, 1968.
- Los pasos terrestres, 1976.
- Hora de lejanías, 1982.
- Los delitos de Pandora, 1987.
- Una viajera demasiado azul, 1990.
- Amar en Jerusalén, 1992.
- Costa Rica poema a poema, 1997.
- Poemas para arrepentidos, 2003.
- Las casas de la memoria, 2005.
- Fuera de álbum, 2005.
- Hojas furtivas, 2007.
- Cartas a Camila, (junto con Laureano Albán) 2007.
- Trampas al tiempo, 2015.[2]
- Poemas del esplendor, 2016.
- Retrato Cotidiano,